# Timo Furuholm
Timo Furuholm, född 11 oktober 1987 i Björneborg, är en finländsk riksdagsledamot för Vänsterförbundet sedan 2023. Före den politiska karriären var Furuholm fotbollsspelare och spelade för den finländska klubben Inter Åbo i Tipsligan 2005–2011 och 2017–2021. De allra första åren i Inter spelade han dessutom en del matcher för klubbens dåvarande reservlag VG-62 på lägre nivåer.
Furuholm spelade tio A-landskamper för Finland. Han vann Tipsligans skytteliga i Finland 2011 med 22 mål. Timo Furuholms far är Tapio Furuholm, före detta fotbollsspelare och kommentator för Eurosport.
Furuholm blev invald i riksdagen i riksdagsvalet i Finland 2023 med 3 997 röster från Egentliga Finlands valkrets.